# Alarm! Zwendeltuig!
Alarm! Zwendeltuig! is het 51ste stripalbum uit de reeks Robbedoes en Kwabbernoot. Het werd voor het eerst uitgegeven in 2010. Het verhaal werd eerder dat jaar al voorgepubliceerd in weekblad Spirou, in de nummers 3766 tot en met 3772.
Alarm! Zwendeltuig! is het eerste album van scenarist Fabien Vehlmann en tekenaar Yoann voor deze reeks. Zij werden aangesteld nadat het vorige duo - José-Luis Munuera en Jean David Morvan - werden bedankt voor bewezen diensten. Vehlmann en Yoann maakten eerder al het album Versteende reuzen uit de spinoffreeks Een verhaal van Robbedoes en Kwabbernoot door...
In dit album wordt teruggrepen naar Zwendel, een voormalige vijand van Robbedoes en Kwabbernoot. Er wordt eveneens teruggrepen naar de oude kledij van Robbedoes, namelijk die van een piccolo.

## Verhaal
Zwendel komt op bezoek bij de graaf van Rommelgem. Hij heeft een plan, maar hij vertrouwt de graaf niet en schakelt hem daarom uit met zijn uitvinding, de Zwendelstraal. De graaf herkent Zwendel daardoor niet en luistert zonder aarzelen naar Zwendel. De graaf krijgt de opdracht naar het bos te gaan.
Twee weken later krijgen Robbedoes en Kwabbernoot telefoon van de graaf. Hij vraagt zijn vrienden hulp, er zouden monsters in Rommelgem zijn. De twee helden snellen hun vriend te hulp. Rommelgem is helemaal afgezet door het leger, maar de twee laten zich niet afwimpelen. Ze geraken toch binnen met een vliegende Robbedoesballon. Het dorp is veranderd in een oerwoud vol vreemde planten en dieren, met een handvol achtergebleven mensen die zich goed weten te redden. Robbedoes en Kwabbernoot krijgen van een dorpeling te horen dat enkele dorpsgenoten boos naar de graaf zijn gegaan, maar niet zijn teruggekeerd. De twee en Spip trekken op onderzoek. Ze vinden de vermiste dorpelingen stokstijf terug: een gevolg van de Zwendelstraal. Ze zetten hun tocht verder, maar worden plots belaagd door enkele aapachtige wezens, maar worden gered door de pijltjes van een blaaspijp, afgevuurd door de graaf en twee Zweedse studentes, Lena en Astrid. De graaf heeft intussen wat onderzoek gedaan en heeft vastgesteld dat de monsterlijke planten en dieren het gevolg zijn van een enorm snelle evolutie. De aapachtige wezens zijn daar ook een resultaat van, het zijn Zwendelmannen (een soort leger van Zwendel) die enkel nog kunnen vechten, niet langer denken of angst kennen. De helden bedenken een plan om door het defensief van de Zwendelmannen te kunnen breken. De dinosaurus van de graaf (uit De bezoeker uit de oertijd) brengt hen op een idee: ze gebruiken het dier als rijdier en als geheim wapen.
Intussen heeft het leger van buiten het dorp beslist om het dorp te bombarderen met een waterstofbom. Zwendel krijgt dit te horen en probeert te vluchten. In zijn vlucht passeert hij de groep van Robbedoes. Hij helpt hen uit de klauwen van de steeds talrijker opkomende Zwendelmannen. Zwendels eigen uitgevonden vliegmachine kan het gewicht niet dragen en stort neer op het kasteel van Rommelgem. Van daaruit kunnen ze elektriciteit opwekken om een Zwendelstraal te maken. Met de straal worden de piloten van het leger weggestuurd en het dorp is zo tijdelijk gered.
Zwendel biecht op dat hij iets kwam stelen uit het laboratorium van de graaf en dat hij toen een potje liet vallen. Het potje bevatte een schimmel die heel snel alles overwoekert. Tijdens de groei sleurde het ook de uitvindingen X1 en X2 mee, die respectievelijk instaan voor een grote kracht en een snelle veroudering. Dit verklaart de snelle evolutie van de dieren en planten in het gebied. De graaf vindt echter X5 uit, die de gevolgen ongedaan maakt.
Één dier is al zo ver geëvolueerd dat hij niet meer met X5 kapot te krijgen is. De graaf sluit het dier op in een afgesloten stuk van zijn domein. Zwendel trekt met de Zweedse studentes en de gestolen stalen naar de maan om zijn plan uit te voeren.